# Saison 1994 de l'ATP
Cet article traite de la saison 1994 masculine. Pour la saison 1994 féminine, voir Saison 1994 de la WTA.
Vainqueurs des tournois majeurs
La saison 1994 de l'ATP correspond à l'ensemble des tournois de tennis professionnels organisés par l'ATP entre janvier et décembre 1994.

## Faits marquants
Comme la précédente, cette saison est marquée par la domination de Pete Sampras. Il remporte l'Open d'Australie et Wimbledon, ainsi que trois Super 9 dont un sur terre battue, la surface sur laquelle il est le moins à l'aise, et le Masters.
Andre Agassi fait un retour triomphal après être sorti du top 20 l'année précédente. Il remporte l'US Open ainsi que deux Super 9, et finit l'année no 2 mondial.
L'Espagnol Sergi Bruguera remporte son second Roland-Garros consécutif. Il finit l'année à la 4e place, dépassé en fin d'année par Boris Becker, auteur d'une excellente saison indoor (vainqueur à Stockholm et finaliste au Masters).
C'est une saison décevante pour les Français : aucun titre majeur, ni aucune finale. Guy Forget, de retour de blessure, remporte toutefois le prix Come-back de l'année aux ATP Awards, et termine no 1 français (en 40e position).

## Classements

### Évolution du top 10
| Rang | Nom              | Points |
| ---- | ---------------- | ------ |
| 1    | Pete Sampras     | 4128   |
| 2    | Michael Stich    | 3445   |
| 3    | Jim Courier      | 3390   |
| 4    | Sergi Bruguera   | 2590   |
| 5    | Stefan Edberg    | 2571   |
| 6    | Andreï Medvedev  | 2415   |
| 7    | Goran Ivanišević | 2186   |
| 8    | Michael Chang    | 2154   |
| 9    | Thomas Muster    | 2033   |
| 10   | Cédric Pioline   | 2012   |

| Rang | Nom               | Points |
| ---- | ----------------- | ------ |
| 1    | Grant Connell     | 2632   |
| 2    | Patrick Galbraith | 2628   |
| 3    | Todd Woodbridge   | 2393   |
| 4    | Paul Haarhuis     | 2353   |
| 5    | Byron Black       | 2245   |
| 6    | Luke Jensen       | 2161   |
| 7    | Gary Muller       | 2120   |
| 8    | Mark Woodforde    | 2022   |
| 9    | Cyril Suk         | 2008   |
| 10   | Jonathan Stark    | 1981   |

| Rang | Nom             | Points              |      |
| ---- | --------------- | ------------------- | ---- |
| 1    | en stagnation   | Pete Sampras        | 5097 |
| 2    | en augmentation | Andre Agassi        | 3249 |
| 3    | en augmentation | Boris Becker        | 3237 |
| 4    | en stagnation   | Sergi Bruguera      | 3007 |
| 5    | en augmentation | Goran Ivanišević    | 2936 |
| 6    | en augmentation | Michael Chang       | 2647 |
| 7    | en diminution   | Stefan Edberg       | 2471 |
| 8    | en augmentation | Alberto Berasategui | 2470 |
| 9    | en diminution   | Michael Stich       | 2380 |
| 10   | en augmentation | Todd Martin         | 2307 |

| Rang | Nom             | Points                          |      |
| ---- | --------------- | ------------------------------- | ---- |
| 1    | en augmentation | Jacco Eltingh Paul Haarhuis     | 4325 |
| 3    | en augmentation | Mark Woodforde                  | 3626 |
| 4    | en augmentation | Jonathan Stark                  | 3498 |
| 5    | en diminution   | Todd Woodbridge                 | 3471 |
| 6    | en diminution   | Byron Black                     | 3456 |
| 7    | en diminution   | Grant Connell Patrick Galbraith | 3185 |
| 9    | en augmentation | Jonas Björkman                  | 3077 |
| 10   | en augmentation | Jan Apell                       | 2777 |

### Statistiques du top 20
| N° | Joueur              | Pays | Évolution     |
| -- | ------------------- | ---- | ------------- |
| 1  | Pete Sampras        |      | en stagnation |
| 2  | Andre Agassi        |      | +22           |
| 3  | Boris Becker        |      | +8            |
| 4  | Sergi Bruguera      |      | en stagnation |
| 5  | Goran Ivanišević    |      | +2            |
| 6  | Michael Chang       |      | +2            |
| 7  | Stefan Edberg       |      | −2            |
| 8  | Alberto Berasategui |      | +28           |
| 9  | Michael Stich       |      | −7            |
| 10 | Todd Martin         |      | +3            |
| 11 | Ievgueni Kafelnikov |      | +91           |
| 12 | Wayne Ferreira      |      | +10           |
| 13 | Jim Courier         |      | −10           |
| 14 | Marc Rosset         |      | +2            |
| 15 | Andreï Medvedev     |      | −9            |
| 16 | Thomas Muster       |      | −7            |
| 17 | Richard Krajicek    |      | −2            |
| 18 | Petr Korda          |      | −6            |
| 19 | Magnus Larsson      |      | +20           |
| 20 | Patrick Rafter      |      | +46           |

## Palmarès

### Simple
| Date  | Tournoi         | Tournoi | Dotation    | Surface      | Vainqueur       | Vainqueur | Finaliste           | Finaliste | Score                   | Tableau |
| ----- | --------------- | ------- | ----------- | ------------ | --------------- | --------- | ------------------- | --------- | ----------------------- | ------- |
| 17/01 | Australian Open |         | $ 2 646 694 | Dur          | Pete Sampras    |           | Todd Martin         |           | 7-6, 6-4, 6-4           | Tableau |
| 28/02 | Indian Wells    |         | $ 1 470 000 | Dur          | Pete Sampras    |           | Petr Korda          |           | 4-6, 6-3, 3-6, 6-3, 6-2 | Tableau |
| 07/03 | Miami           |         | $ 1 625 000 | Dur          | Pete Sampras    |           | Andre Agassi        |           | 5-7, 6-3, 6-3           | Tableau |
| 18/04 | Monte-Carlo     |         | $ 1 470 000 | Terre battue | Andreï Medvedev |           | Sergi Bruguera      |           | 7-5, 6-1, 6-3           | Tableau |
| 02/05 | Hambourg        |         | $ 1 470 000 | Terre battue | Andreï Medvedev |           | Ievgueni Kafelnikov |           | 6-4, 6-4, 3-6, 6-3      | Tableau |
| 09/05 | Rome            |         | $ 1 750 000 | Terre battue | Pete Sampras    |           | Boris Becker        |           | 6-1, 6-2, 6-2           | Tableau |
| 23/05 | Roland-Garros   |         | $ 4 090 101 | Terre        | Sergi Bruguera  |           | Alberto Berasategui |           | 6-3, 7-5, 2-6, 6-1      | Tableau |
| 20/06 | Wimbledon       |         | $ 3 920 625 | Herbe        | Pete Sampras    |           | Goran Ivanišević    |           | 7-6, 7-6, 6-0           | Tableau |
| 25/07 | Toronto         |         | $ 1 470 000 | Dur          | Andre Agassi    |           | Jason Stoltenberg   |           | 6-4, 6-4                | Tableau |
| 08/08 | Cincinnati      |         | $ 1 470 000 | Dur          | Michael Chang   |           | Stefan Edberg       |           | 6-2, 7-5                | Tableau |
| 29/08 | US Open         |         | $ 4 100 800 | Dur          | Andre Agassi    |           | Michael Stich       |           | 6-1, 7-6, 7-5           | Tableau |
| 24/10 | Stockholm       |         | $ 1 470 000 | Synthétique  | Boris Becker    |           | Goran Ivanišević    |           | 4-6, 6-4, 6-3, 7-6      | Tableau |
| 31/10 | Paris           |         | $ 2 000 000 | Synthétique  | Andre Agassi    |           | Marc Rosset         |           | 6-3, 6-3, 4-6, 7-5      | Tableau |
| 15/11 | Masters         |         | $ 3 000 000 | Synthétique  | Pete Sampras    |           | Boris Becker        |           | 4-6, 6-3, 7-5, 6-4      | Tableau |

### Double mixte
| No | Date       | Nom et lieu du tournoi         | Catégorie | Dotation    | Surface      | Vainqueurs                      | Finalistes                      | Score          |         |
| -- | ---------- | ------------------------------ | --------- | ----------- | ------------ | ------------------------------- | ------------------------------- | -------------- | ------- |
| 1  | 17/01/1994 | Ford Australian Open Melbourne | G. Chelem | 2 646 694 $ | Dur (ext.)   | Larisa Neiland Andreï Olhovskiy | Helena Suková Todd Woodbridge   | 7-5, 60-7, 6-2 | Tableau |
| 2  | 23/05/1994 | Roland-Garros Paris            | G. Chelem | 4 090 101 $ | Terre (ext.) | Kristie Boogert Menno Oosting   | Larisa Neiland Andreï Olhovskiy | 7-5, 3-6, 7-5  | Tableau |
| 3  | 20/06/1994 | The Championships Wimbledon    | G. Chelem | 3 920 625 $ | Gazon (ext.) | Helena Suková Todd Woodbridge   | Lori McNeil T.J. Middleton      | 3-6, 7-5, 6-3  | Tableau |
| 4  | 29/08/1994 | US Open Flushing Meadows       | G. Chelem | 4 100 800 $ | Dur (ext.)   | Elna Reinach Patrick Galbraith  | Jana Novotná Todd Woodbridge    | 6-2, 6-4       | Tableau |

### Compétitions par équipes
| | Russie | 1                                      | -  | 4 | Suède |   |   |
| --- | ------ | -------------------------------------- | -- | - | ----- | - | - |
| Stade Olympique, Moscou, Russie sur moquette (int.) |        |                                        |    |   |       |   |   |
| du 02 au 04 décembre 1994 |        |                                        |    |   |       |   |   |
| \| 1 \| \| Alexander Volkov \| 4 \| 2 \| 7 \| 6 \| 6 \| \| 1 \| \| Stefan Edberg \| 6 \| 6 \| 62 \| 0 \| 8 \| \| 2 \| \| Ievgueni Kafelnikov \| 0 \| 2 \| 6 \| 6 \| 3 \| \| 2 \| \| Magnus Larsson \| 6 \| 6 \| 3 \| 2 \| 6 \| \| 3 \| \| Andreï Olhovskiy - Ievgueni Kafelnikov \| 7 \| 2 \| 3 \| 6 \| 6 \| \| 3 \| \| Jan Apell - Jonas Björkman \| 64 \| 6 \| 6 \| 1 \| 8 \| \| \| \| \| \| \| \| \| \| \| 4 \| \| Ievgueni Kafelnikov \| 4 \| 6 \| 6 \| \| \| \| 4 \| \| Stefan Edberg \| 6 \| 4 \| 0 \| \| \| \| \| \| \| \| \| \| \| \| \| 5 \| \| Alexander Volkov \| 64 \| 4 \| \| \| \| \| 5 \| \| Magnus Larsson \| 7 \| 6 \| \| \| \| \| \| \| \| \| \| \| \| \| |        |                                        |    |   |       |   |   |
| 1 |        | Alexander Volkov                       | 4  | 2 | 7     | 6 | 6 |
| 1 |        | Stefan Edberg                          | 6  | 6 | 62    | 0 | 8 |
| 2 |        | Ievgueni Kafelnikov                    | 0  | 2 | 6     | 6 | 3 |
| 2 |        | Magnus Larsson                         | 6  | 6 | 3     | 2 | 6 |
| 3 |        | Andreï Olhovskiy - Ievgueni Kafelnikov | 7  | 2 | 3     | 6 | 6 |
| 3 |        | Jan Apell - Jonas Björkman             | 64 | 6 | 6     | 1 | 8 |
| |        |                                        |    |   |       |   |   |
| 4 |        | Ievgueni Kafelnikov                    | 4  | 6 | 6     |   |   |
| 4 |        | Stefan Edberg                          | 6  | 4 | 0     |   |   |
| |        |                                        |    |   |       |   |   |
| 5 |        | Alexander Volkov                       | 64 | 4 |       |   |   |
| 5 |        | Magnus Larsson                         | 7  | 6 |       |   |   |
| |        |                                        |    |   |       |   |   |

| 1 |  | Alexander Volkov                       | 4  | 2 | 7  | 6 | 6 |
| 1 |  | Stefan Edberg                          | 6  | 6 | 62 | 0 | 8 |
| 2 |  | Ievgueni Kafelnikov                    | 0  | 2 | 6  | 6 | 3 |
| 2 |  | Magnus Larsson                         | 6  | 6 | 3  | 2 | 6 |
| 3 |  | Andreï Olhovskiy - Ievgueni Kafelnikov | 7  | 2 | 3  | 6 | 6 |
| 3 |  | Jan Apell - Jonas Björkman             | 64 | 6 | 6  | 1 | 8 |
|   |  |                                        |    |   |    |   |   |
| 4 |  | Ievgueni Kafelnikov                    | 4  | 6 | 6  |   |   |
| 4 |  | Stefan Edberg                          | 6  | 4 | 0  |   |   |
|   |  |                                        |    |   |    |   |   |
| 5 |  | Alexander Volkov                       | 64 | 4 |    |   |   |
| 5 |  | Magnus Larsson                         | 7  | 6 |    |   |   |
|   |  |                                        |    |   |    |   |   |

|  | Équipe 1           | Score | Équipe 2  |  |
|  | République Tchèque | 2 – 1 | Allemagne |  |

| Ordre des matchs | Joueurs                      | Points au premier set | Points au second set | Points au troisième set |
| ---------------- | ---------------------------- | --------------------- | -------------------- | ----------------------- |
| 1                | Jana Novotná                 | 1                     | 6                    | 6                       |
| 1                | Anke Huber                   | 6                     | 4                    | 3                       |
|                  |                              |                       |                      |                         |
| 2                | Petr Korda                   | 6                     | 6                    |                         |
| 2                | Bernd Karbacher              | 3                     | 3                    |                         |
|                  |                              |                       |                      |                         |
| 3 (sans enjeu)   | Jana Novotná - Petr Korda    | 3                     |                      |                         |
| 3 (sans enjeu)   | Anke Huber - Bernd Karbacher | 8                     |                      |                         |

|  | Équipe 1  | Score | Équipe 2 |  |
|  | Allemagne | 2 – 1 | Espagne  |  |

| Ordre des matchs | Joueurs                        | Points au premier set | Points au second set | Points au troisième set |
| ---------------- | ------------------------------ | --------------------- | -------------------- | ----------------------- |
| 1                | Michael Stich                  | 2                     | 6                    | 6                       |
| 1                | Sergi Bruguera                 | 6                     | 4                    | 3                       |
|                  |                                |                       |                      |                         |
| 2                | Bernd Karbacher                | 2                     | 6                    | 0                       |
| 2                | Carlos Costa                   | 6                     | 4                    | 6                       |
|                  |                                |                       |                      |                         |
| 3                | Michael Stich - Patrik Kühnen  | 7                     | 4                    | 6                       |
| 3                | Carlos Costa - Tomás Carbonell | 5                     | 6                    | 4                       |

## Informations statistiques
Les tournois sont listés par ordre chronologique.

### En simple
| Joueur | Nombre | Titre(s)           |
|        | ?      | liste des tournois |

| Joueur | Début de carrière | Premier titre |
|        | ????              | tournoi       |

### En double
| Joueur | Nombre | Titre(s)           |
|        | ?      | liste des tournois |

| Joueur | Début de carrière | Premier titre |
|        | ????              | tournoi       |

## Retraits du circuit

### Ivan Lendl
Le 20 décembre 1994, Ivan Lendl annonce officiellement la fin de sa carrière. « C’est un moment très difficile et très triste pour moi », déclare Ivan Lendl, d’après le Washington Post. « Ce n’est pas ainsi que j’aurais voulu arrêter et je suis sûr que ce sport que j’aime tant va me manquer. ». « Cela scelle définitivement la fin du BIG 5 des années 80. Maintenant ils sont tous partis » dit le célèbre commentateur de tennis américain Bud Collins, en citant Chris Evert, Martina Navratilova, Jimmy Connors, John McEnroe et Ivan Lendl.
Après un honorable début de saison 1994, battu seulement par le numéro 1 mondial Pete Sampras, en finale de Sydney et en 1/8 de l'Open d'Australie, à la suite de douleurs au dos récurrentes, on lui diagnostique en février, un syndrome des facettes articulaires, un état dégénératif de la colonne vertébrale. Cette blessure entraîne des douleurs et des spasmes dans le dos qui le contraignent à l'abandon à 4 reprises durant la suite de la saison.
Bien qu'il ait reçu des traitements tout au long de l'année, son abandon au 2e tour de l'US Open, une opération qui ne vient pas à bout de ses douleurs l'amène à demander l'avis de plusieurs médecins. 
La semaine précédant l'interview, les médecins lui ont dit qu il n'y avait aucun espoir de rétablissement et que la douleur irait en s'amplifiant s'il continuait à jouer au tennis. Après avoir passé un week-end à lutter avec cette décision, il décida le lundi d'annoncer qu' il quittait le circuit .

Par téléconférence, Ivan Lendl s'est exprimé ainsi :  
« 
J'ai essayé de me sentir mieux et de jouer dans quelques tournois Seniors, mais j'ai réalisé que je ne pouvais même pas jouer dans ceux-là, à cause des douleurs et des spasmes dans le dos.
C est un moment très difficile et triste pour moi... Ce n'est pas la manière que j'aurais choisie pour me retirer et je suis sûr que le jeu que j'aime me manquera.
C'est impossible à dire quand j'accepterai ce retrait mentalement, mais j'ai déjà eu à m'en préoccuper depuis l'US Open, alors peut-être que je suis sur cette voie.
 »
Interrogé au sujet de ses éventuels regrets, et plus particulièrement sur son incapacité à s’imposer à Wimbledon, Lendl se montre réaliste.

« {{{1}}} »

« Ne pas avoir gagné Wimbledon ne va pas me poser problème pour toujours », dit-il. « Je suis tout à fait conscient de mes lacunes sur gazon, et peut-être que si l’Open d’Australie n’avait pas changé de surface, on parlerait des deux Grands Chelems que je n’ai pas gagné, et non d’un seul. Mais je suis plutôt en paix avec ce que j’ai accompli. »
Lendl estime aussi qu’il est assez « ironique » qu’après avoir misé sur une forme physique extraordinaire pendant tant d’années, il se trouve obligé de tout arrêter , abandonné par son corps.
« Les gens peuvent dirent que j’ai développé une volonté de fer, mais ce qui s’est réellement passé c’est que je me suis bâti une condition physique. Je pense qu’une volonté de fer s’appuie toujours sur une bonne condition physique. »
 »

Le célèbre commentateur de tennis des chaines télévisées américaines, Bud Collins, y a vu lui un jour historique dans l'histoire du tennis : 
« Cela met fin au Big 5 des années 80 -- maintenant ils sont tous partis ! »,  citant Chris Evert, Martina Navratilova, Jimmy Connors, John McEnroe, et Ivan Lendl (59 grands Chelems à eux 5 en 23 ans, de 1971 à 1994)
Il conclut ainsi une carrière exceptionnelle, débutée en 1978, faisant jeu égal encore en 2021 en termes de statistiques et de records avec les joueurs considérés comme les meilleurs ayant existé. Considéré comme le 8e meilleur joueur de l'histoire de l ère open du tennis,  en février 2018 par tennis.com. 
Il fait partie  du Tennis Hall Of Fame. Il compte :
- 94 tournois ATP gagnés sur toutes les surfaces.
- 1 Coupe Davis pour la Tchécoslovaquie en 1980 (remportant ses 10 matchs)
- 8 tournois du Grand Chelem
- 11 finales du Grand Chelem (8 consécutives à l U.S. Open)
- 2  petits Chelems en carrière (2 A.O. / 3 R.G. / 3 U.S.O.)
- 2 finales à Wimbledon
- 5 Masters
- 1310 match disputés pour un ratio de victoires de 81,5 % (1068 V / 242 D)[14] en 16 années
- En 7 ans et demi, il se maintiendra 5 ans, 2 mois et 2 semaines à la place de numéro 1 mondial (entre le 28 février 1983, où il devient pour la première fois numéro 1 mondial, et le 12 août 1990)
- 13 années consécutives dans le Top 10